# 비밀의 숲
《비밀의 숲》은 2017년 6월 10일부터 2017년 7월 30일까지 방영된 tvN 토일 드라마이다.
드라마 방영에 앞서 스페셜 방송인 〈비밀의 숲: 더 비기닝〉을 2017년 6월 3일 오후 11시 40분에 편성했다.

## 기획 의도
감정을 느끼지 못하는 외톨이 검사 황시목이, 정의롭고 따뜻한 형사 한여진과 함께 검찰 스폰서 살인사건과 그 이면에 숨겨진 진실을 파헤치는 내부 비밀 추적극

## 등장 인물

### 주요 인물
- 조승우: 황시목(35세) 역(아역 길정우, 송의준) - 서부지검 형사3부 검사
- 배두나: 한여진(30세) 역 - 용산경찰서 강력계 경위
- 이준혁: 서동재(40대 초반) 역 - 형사3부 부부장 검사 → 청와대 수석비서관 비서 → 형사3부 부부장 검사
- 유재명: 이창준(40대 중후반) 역 - 차장검사 → 검사장 → 청와대 수석비서관
- 신혜선: 영은수(20대 후반) 역 - 서부지검 형사3부 수습 검사

### 서부지방검찰청
- 박성근: 강원철(40대 중반) 역 - 형사3부장 → 검사장
- 이규형: 윤세원(30대) 역 - 사건과 과장 → 수사과 과장
- 이태형: 김호섭 역 - 시목 검사실의 수사계장
- 김소라: 최영 역 - 시목 검사실의 실무관

### 용산경찰서
- 최병모: 김우균(40대 중후반) 역 - 경찰서장
- 박진우: 김수찬(40대 중반) 역 - 강력계 형사
- 최재웅: 장건(30대 후반) 역 - 강력계 형사
- 전배수: 최윤수 역 - 강력계 팀장
- 윤종인: 서상원 역 - 강력계 형사
- 송지호: 박순창 역 - 강력계 형사

### 주변 인물
- 이경영: 이윤범 역 - 한조그룹 회장
- 윤세아: 이연재 역 - 이창준의 아내, 이윤범의 딸
- 이호재: 영일재 역 - 영은수의 아버지
- 남기애: 최경순 역 - 영은수의 어머니
- 서동원: 김정본 역(아역: 김진성) - 황시목의 중학교 동창
- 예수정: 박무성의 어머니 역
- 장성범: 박경완 역 - 박무성의 아들

### 그 외
- 손지윤: 검찰실무관 역
- 정동근: 우병준 실장 역 - 이윤범의 비서
- 한창현: 박병호 역 - 서부지검 형사 2부장
- 김지훈: 이문우 역- 서동재 검사실의 수사계장
- 박기륭: 배상욱 역, 서부지검 전 검사장. 국회의원
- 전여진: 강진섭의 부인 역
- 이동용: 택시운전사 역
- 민영
- 황인준
- 윤부진
- 배효원: 양 비서 역 - 이창준의 비서
- 서광재: 판사 역
- 박유나: 권민아 / 김가영 역
- 박상혁
- 박준수
- 민대식
- 조승희
- 곽인준: 시사이슈 MC 역
- 김경룡: 황시목의 계부 역
- 김금순
- 송수현: 한이지 역
- 천민희: 술집 마담 역
- 임기홍
- 하민: 김가영 담임선생님 역
- 유일한
- 차민혁
- 조현임
- 노윤정
- 마성민 : 진상손님 역
- 김사훈
- 강태식
- 신동훈
- 강승훈
- 정현석: 기자 역
- 민우기
- 유지혁
- 손동화: 의사 역
- 김주아
- 이은호: 간호사 역
- 정미경
- 전수연: 조혜선 역
- 윤화경
- 박수현
- 노희중
- 김봉수
- 정성욱
- 추연규
- 전윤희
- 박범서
- 변주현: 마츠야마 역
- 함정인
- 박희진
- 엄국현
- 김태훈
- 정윤희
- 이혜은
- 이한나: 여중생 역
- 전민협
- 이용규
- 공민규
- 채보미
- 구혜연
- 정동규
- 이윤상
- 김오복
- 남동하
- 박성균
- 문슬아
- 손성찬
- 마정필
- 이재이
- 이준성
- 이예지
- 김동규
- 권혁수
- 최승일
- 김도빈
- 박건락
- 이준희
- 유준원
- 홍재경
- 육효명
- 박영
- 박익준
- 김나경(목소리 출연)
- 윤지온: 민성 역
- 최자몽: 윤세원 아들 역

### 특별출연
- 박순천: 황시목의 어머니 역
- 엄효섭: 박무성 역
- 윤경호: 강진섭 역 - 박무성 살해사건 피의자
- 이재용: 김남진 역 - 부대 사단장
- 선우재덕: 안승호 역 - 검찰총장
- 이재원: 김태균 역
- 태인호: 김병현 역 - 성문일보 사장

## 시청률
최저 시청률과 최고 시청률은 시청률 조사회사와 지역별로 시청률에 차이가 있을 수 있습니다.
| 2017년      | 2017년      | 2017년     | 2017년      |
| 회차        | 방송일      | AGB 시청률 | TNmS 시청률 |
| ----------- | ----------- | ---------- | ----------- |
| 제1회       | 6월 10일    | 3.041%     | 3.2%        |
| 제2회       | 6월 11일    | 4.148%     | 4.0%        |
| 제3회       | 6월 17일    | 4.088%     | 3.6%        |
| 제4회       | 6월 18일    | 4.170%     | 4.5%        |
| 제5회       | 6월 24일    | 4.064%     | 3.7%        |
| 제6회       | 6월 25일    | 4.082%     | 3.9%        |
| 제7회       | 7월 1일     | 4.389%     | 4.0%        |
| 제8회       | 7월 2일     | 4.154%     | 4.6%        |
| 제9회       | 7월 8일     | 4.319%     | 4.3%        |
| 제10회      | 7월 9일     | 4.834%     | 4.6%        |
| 제11회      | 7월 15일    | 4.733%     | 5.0%        |
| 제12회      | 7월 16일    | 5.511%     | 5.0%        |
| 제13회      | 7월 22일    | 4.451%     | 4.4%        |
| 제14회      | 7월 23일    | 5.447%     | 6.0%        |
| 제15회      | 7월 29일    | 4.993%     | 5.1%        |
| 제16회      | 7월 30일    | 6.568%     | 7.1%        |
| 평균 시청률 | 평균 시청률 | 4.562%     | 4.6%        |

## 수상 및 후보
| 연도 | 시상식                       | 부문                         | 수상작(자) | 결과 | 출처          |
| ---- | ---------------------------- | ---------------------------- | ---------- | ---- | ------------- |
| 2017 | 제1회 더 서울어워즈          | 드라마부문 대상              | 비밀의 숲  | 수상 | [ 5 ] [ 6 ]   |
| 2017 | 제1회 더 서울어워즈          | 드라마부문 남우주연상        | 조승우     | 후보 | [ 5 ] [ 6 ]   |
| 2017 | 제1회 더 서울어워즈          | 드라마부문 여자신인상        | 신혜선     | 후보 | [ 5 ] [ 6 ]   |
| 2017 | 2017 대한민국 콘텐츠 대상    | 문화체육관광부 장관 표창     | 이수연     | 수상 | [ 7 ]         |
| 2017 | 사단법인 한국방송비평학회    | 2017년 방송비평상            | 비밀의 숲  | 수상 | [ 8 ]         |
| 2017 | 뉴욕타임스                   | 2017년 국제 TV 드라마 TOP 10 | 비밀의 숲  | 수상 | [ 9 ]         |
| 2018 | 2018 방송통신위원회 방송대상 | 사회·문화 TV부문 우수상      | 비밀의 숲  | 수상 | [ 10 ]        |
| 2018 | 제54회 백상예술대상          | TV부문 대상                  | 비밀의 숲  | 수상 | [ 11 ]        |
| 2018 | 제54회 백상예술대상          | TV부문 대상                  | 조승우     | 후보 | [ 11 ]        |
| 2018 | 제54회 백상예술대상          | TV부문 남자 최우수연기상     | 조승우     | 수상 | [ 12 ]        |
| 2018 | 제54회 백상예술대상          | TV부문 드라마 작품상         | 비밀의 숲  | 후보 | [ 13 ] [ 14 ] |
| 2018 | 제54회 백상예술대상          | TV부문 연출상                | 안길호     | 후보 | [ 13 ] [ 14 ] |
| 2018 | 제54회 백상예술대상          | TV부문 극본상                | 이수연     | 수상 | [ 13 ] [ 14 ] |
| 2018 | 제54회 백상예술대상          | TV부문 남자 조연상           | 유재명     | 후보 | [ 13 ] [ 14 ] |
| 2018 | 제54회 백상예술대상          | TV부문 남자 신인연기상       | 이규형     | 후보 | [ 13 ] [ 14 ] |

## 같이 보기
- 대한민국의 텔레비전 드라마 목록 (ㅂ)
- 2017년 대한민국의 텔레비전 드라마 목록